# Conus roeckeli
Conus roeckeli é uma espécie de gastrópode do gênero Conus, pertencente a família Conidae.